# 1938 في أستراليا
فيما يلي قوائم الأحداث التي وقعت خلال عام 1938 في أستراليا.

## أحداث
- 25 أكتوبر – حادث طائرة كييما 1938
- 5 فبراير – دورة ألعاب الإمبراطورية البريطانية 1938

## سياسة

### تعيين في المنصب
- 1 يناير – بيلي هيوز المدعي العالم لأستراليا [الإنجليزية]‏.

## مواليد

### يناير
- 3 يناير – كيل كاروثرز متسابق دراجات نارية أسترالي.

### أبريل
- 20 أبريل – بيتي كثبرت

### يونيو
- 9 يونيو – باري فيليبس مور لاعب كرة مضرب أسترالي.
- 20 يونيو – جوان كيرنير سياسية أسترالية.

### أغسطس
- 7 أغسطس – هيلين كالديكوت
- 9 أغسطس – رود ليفر لاعب كرة مضرب أسترالي.

### أكتوبر
- 8 أكتوبر – فريد ستول لاعب كرة مضرب أسترالي.

## وفيات

### سبتمبر
- 13 سبتمبر – صمويل ألكسندر (مواليد 1859)